# Ascidia fusca
Ascidia fusca is een zakpijpensoort uit de familie van de Ascidiidae. De wetenschappelijke naam van de soort werd in 1989 voor het eerst geldig gepubliceerd door het echtpaar Claude en Francoise Monniot.